# کیپ می پوینت، نیوجرسی
کیپ می پوینت (به انگلیسی: Cape May Point) شهری در ایالت نیوجرسی کشور ایالات متحده آمریکا است که جمعیت آن در سرشماری سال ۲۰۱۰ میلادی، ۲۹۱ نفر بوده‌است.

## نگارخانه

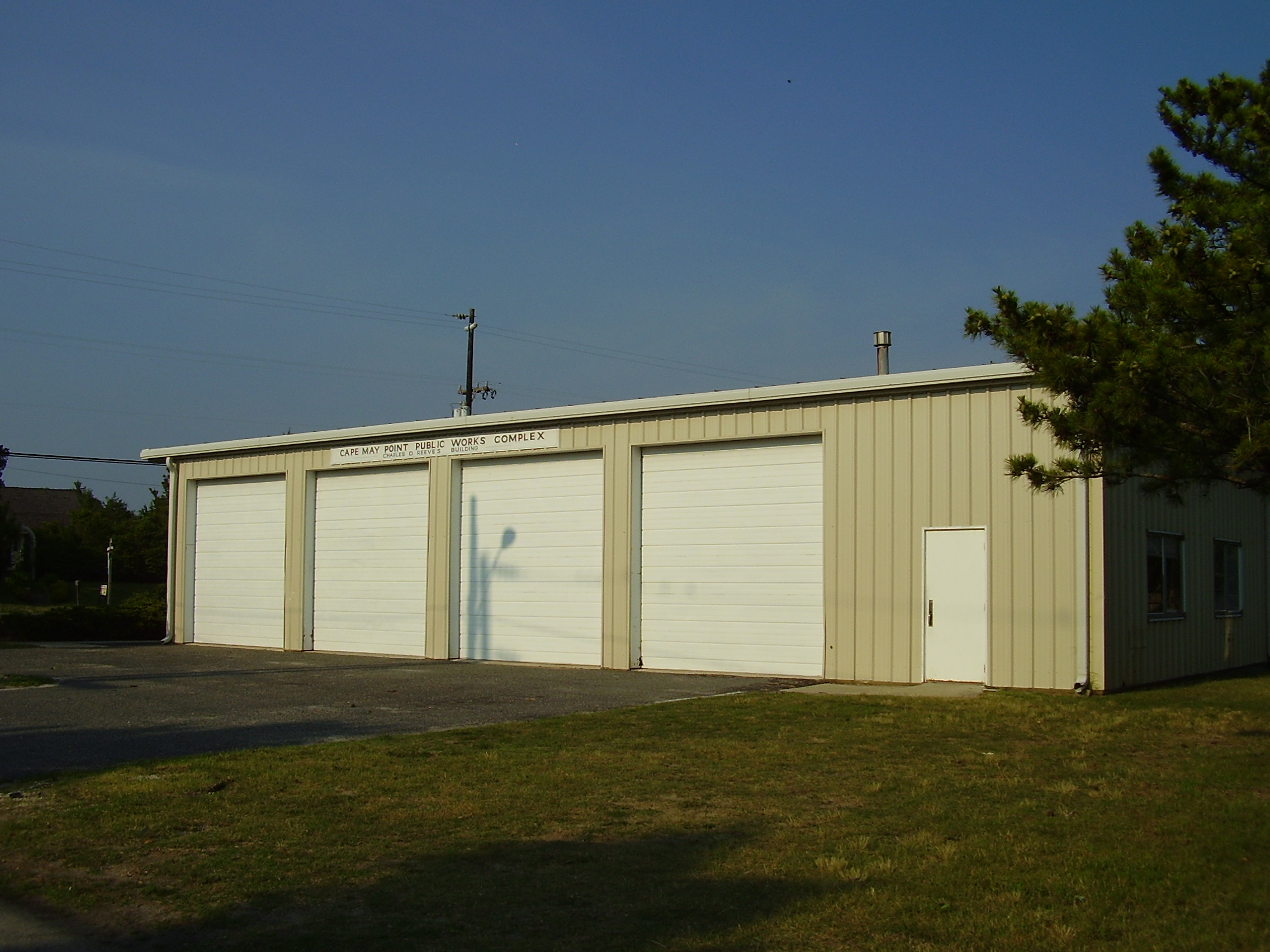
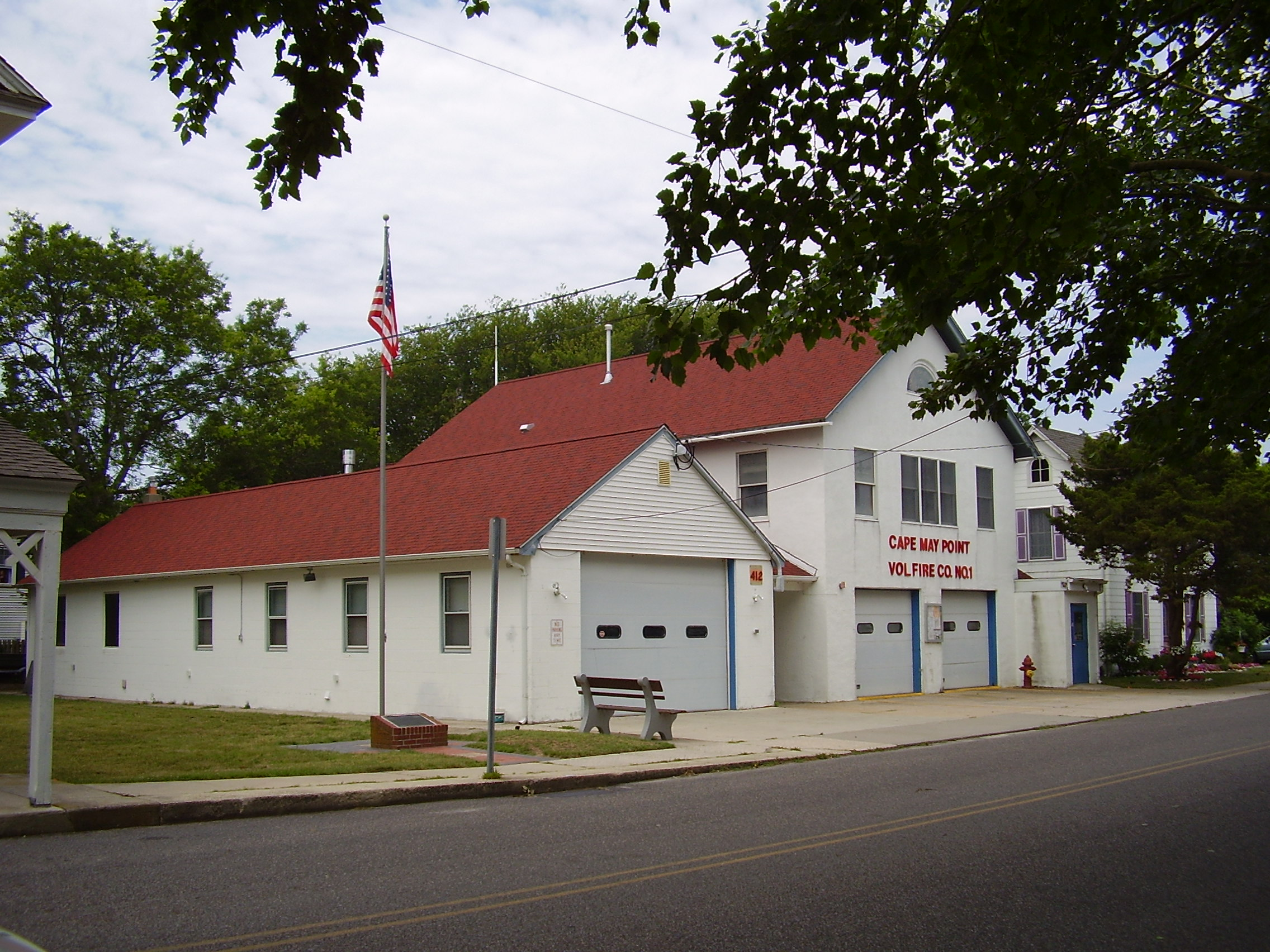
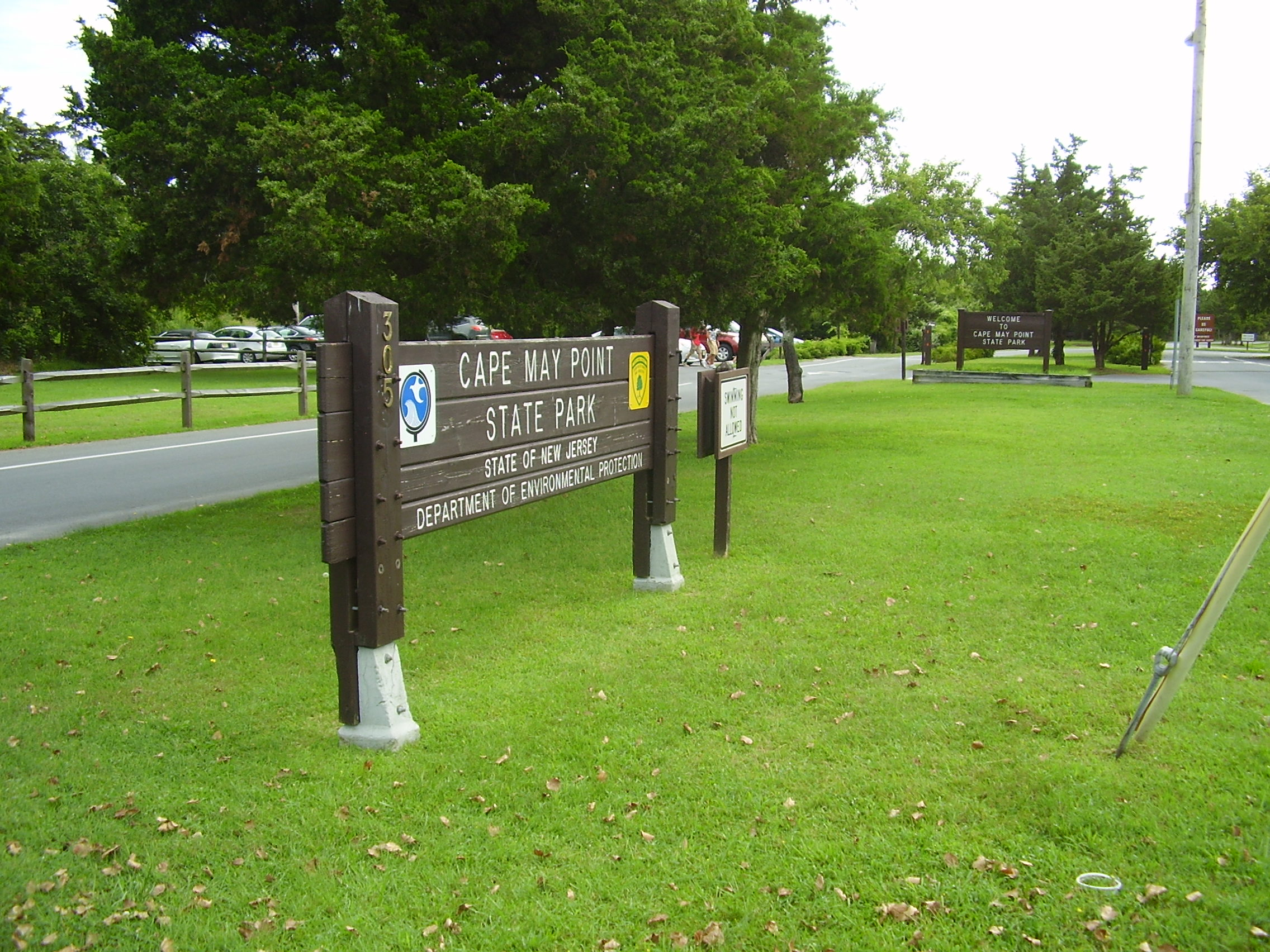
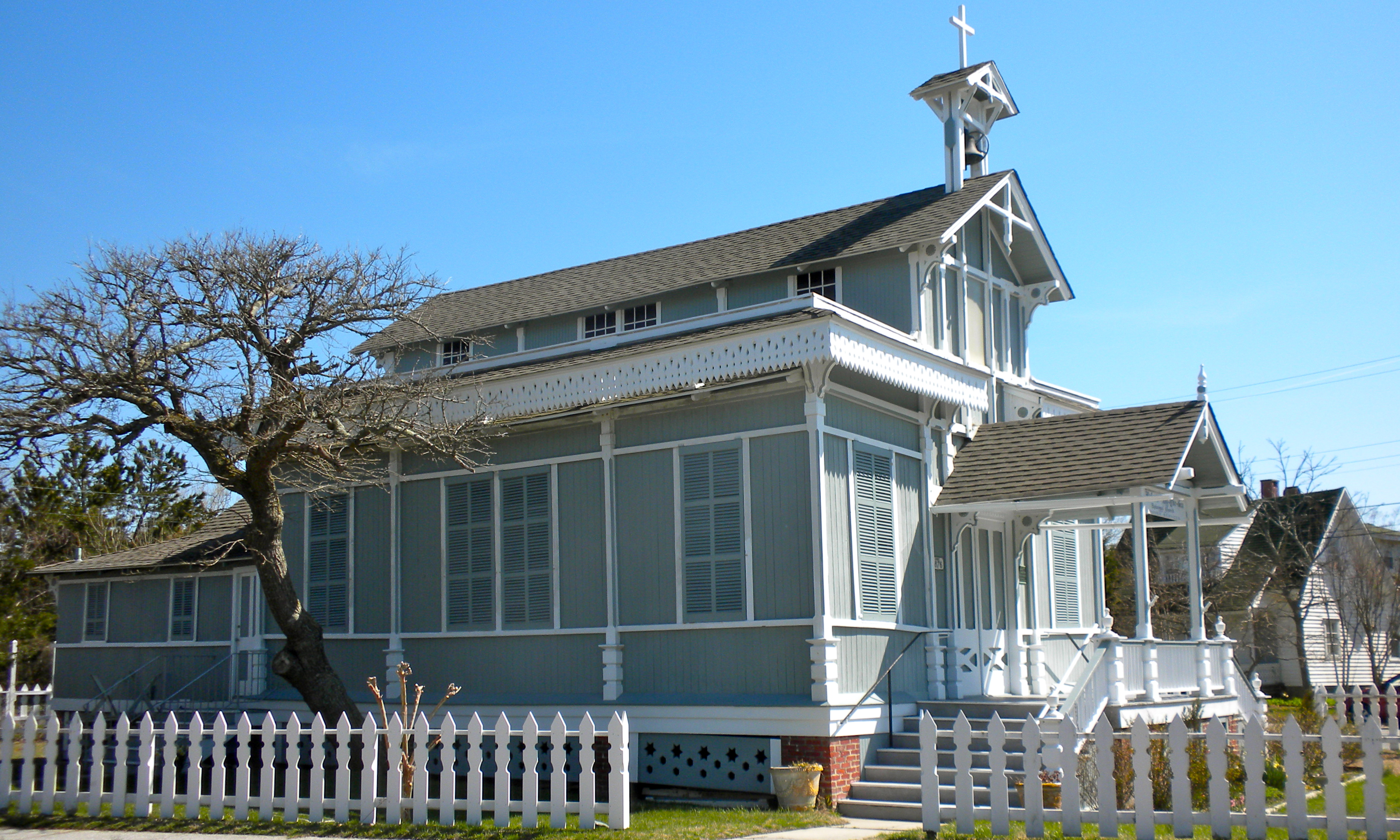